# Dialecto abruzo

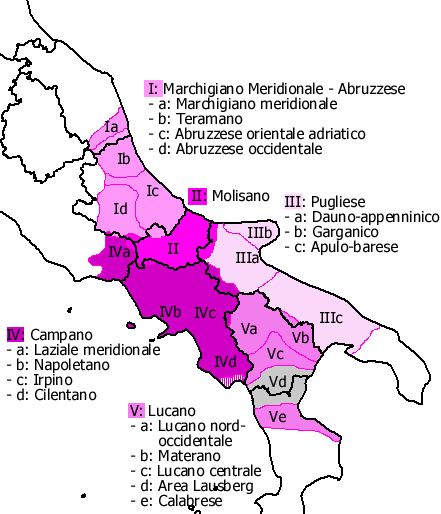
Dialectos del napolitano o italianos meridionales>

El abruzzese es un dialecto del grupo napolitano o italiano meridional hablado en Abruzzo que se considera de transición con el italiano central. La característica fundamental del dialecto abruzzese es la presencia de la e muda, la e final átona que hace terminar muchas palabras con un sonido indistinto, amortiguado, pero que no llega a la supresión total de la vocal (allegrìe -> allegri', Ddìe -> Diì', vìe -> vì'). El alfabeto abruzzese incluye también otras dos letras:
- la j (i larga) que sustituye al italiano gl (pajare, bbersajere) y que se duplica si precede a una vocal tónica (la paglia -> la pajje);
- la ç (c con la cedilla) en las palabras que tienen un sonido arrastrado similar a sci y sce, pero más amortizado. Para mayor claridad es significativo este ejemplo: caçe (cacio) e casce (cassa).

Finalmente hay que tener en cuenta algunas reglas de pronunciación:
- La p, precedida de m, se pronuncia b, por ejemplo lu campe se lee lu cambe;
- s y t, precedida de n, se leen respectivamente z y d (la cunsèrve -> la cunzèrve, lu vènte -> lu vènde);
- c, precedida de n, deviene g ( 'ncòlle [addosso] ->  'ngòlle,  'n cape [sul capo] ->  'n gape)
- s delante de t y d, en Abruzzese deviene un silbido particular que Finamore indica con una s con acento circunflejo al revés (palabras de ejemplo: štanze, šdoppie, šdentate).

Es útil recordar que no existe un solo dialecto abruzzese y por ello las reglas que están expuestas aquí están sujetas a variaciones, hasta de importancia, de acuerdo a la zona en que uno se mueva: por ejemplo, muchos dialectos prefieren los diptongos, mientras que otros los rechazan.
Las diferencias pueden ser tan marcadas como para hacer que los dialectos de zonas geográficas sean mutuamente ininteligibles.
Es también importante tener en cuenta el hecho de que no existe tampoco una única regla ortográfica para transcribir el abruzzese; tal carencia se debe probablemente al hecho de que la herencia literaria escrita de este dialecto es mínima. Entre los poetas contemporáneos que han producido textos originales en abruzzese cabe mencionar a Raffaele Fraticelli.
Tiene dos subdialectos:
- Abruzzese occidental adriatico
- Abruzzese oriental